# Oteana temehani
Oteana temehani är en insektsart som beskrevs av Hoch 2006. Oteana temehani ingår i släktet Oteana och familjen kilstritar. Inga underarter finns listade i Catalogue of Life.